# Засекин, Иван Иванович Сосун
Князь Иван Иванович Засекин по прозвищу Сосун — русский воевода и дипломат  во времена правления Василия III Ивановича.
Из рода ярославских князей Засекиных. Младший сын Ивана Ивановича Старшего Засекина по прозванию "Бородатый дурак". Имел братьев, князей: воеводу Михаила Ивановича по прозванию "Чёрный Совка", Фёдора Ивановича по прозванию "Смелый" и Юрия Ивановича.

## Биография
При государе Василии III был военачальником в русско-литовской войне 1512—1522 годов. В 1514 году воевода войск левой руки. В 1515 году второй воевода Сторожевого полка в Великих Луках, потом первый воевода войск левой руки в походе к Полоцку. В 1516 году четвёртый воевода Большого полка в походе из Белой на Литву. В 1519 году послан из Великих Лук к Полоцку вторым воеводою.
В 1524—1526 годах вместе с дьяком Семёном Борисовичем Трофимовым возглавил посольство в Испанию, ко двору императора Священной Римской империи Карла V. Путь посольства, которое отправилось вместе с императорским послом Антонио Конти, пролегал через Вену, немецкие княжества, Фландрию и Англию. После торжественного въезда в Мадрид и приёма у императора в Толедо, обратный путь пролегал через Францию и Вюртемберг, где послы вторично после Вены встретились с эрцгерцогом Фердинандом. В Тюбингене они дали интервью советнику и духовнику эрцгергоца Иоганну Фаберу (Фабри), который впоследствии издал трактат «Религия московитов», где изложил детали о Русском государстве, его народе, религиозных нравах и уставах. В 1526 году Засекин и Трофимов вместе с ответным посольством императора и эрцгерцога (его возглавляли граф Леонардо Нугарола и барон Сигизмунд Герберштейн) возвратились в Москву.

## Семья
От брака с неизвестной имел четырёх сыновей:
- Князь Засекин Фёдор Иванович — в 1551 году записан тридцатым в третью статью московских детей боярских, в 1565 году второй воевода в Казани.
- Князь Засекин Данила Иванович — в 1547 году голова в Нижнем Новгороде за городом, в октябре 1551 года написан первым в третью статью московских детей боярских, в 1552 году годовал пятым головою в Смоленске.
- Князь Засекин Андрей Иванович — голова и воевода, судья в Приказе.
- Князь Засекин Иван Иванович — в 1544 году двадцать третий есаул в Казанском походе, в 1551 году третий голова в войсках левой руки в походе к Полоцку.